# The Nils
Pour les articles homonymes, voir Nils.
The Nils est un groupe canadien de punk rock, originaire de Montréal, au Québec. Les Nils ont d'abord acquis une notoriété locale lors de la sortie en 1982 d'une démo de cinq chansons intitulée Now!. Leur premier album éponyme est publié en 1987, acclamé par la presse spécialisée, et reçoit les éloges de Rolling Stone et des groupes de punk rock contemporains, y compris Hüsker Dü. Les Nils se sont séparés et reformés à plusieurs reprises dans les années 1990 et au début des années 2000, jusqu'au décès d'Alex Soria en 2004. En 2010, Carlos Soria reforme le groupe, et en 2015, The Nils sortent Shadows and Ghosts, leur premier album en plus de 25 ans.

## Histoire

### Débuts
The Nils sont formés en 1978 par Alex Soria, âgé de seulement 12 ans à l'époque, et son frère aîné Carlos Soria. Carlos était devenu curieux de la scène punk rock montréalaise, et après avoir ramené à la maison des albums des Sex Pistols, des Clash et des Damned, les deux frères ont décidé de former leur propre groupe de punk rock. 
Le premier album de The Nils est une cassette démo de cinq chansons, intitulée Now! sortie en 1982. En 1983, The Nils fait la première partie des Ramones et de X pour leurs concerts au Spectrum de Montréal. Plus tard dans l'année, la nouvelle se répandu à Los Angeles, et BYO Records invite le groupe à contribuer à la compilation Something to Believe In avec le titre Scratches and Needles. En 1984, The Nils contribue à la chanson Call of the Wild sur l'album Primitive Air Raid, une compilation de la scène punk montréalaise du début des années 1980. Psyche Industry Records, le label indépendant qui a publié Primitive Air Raid, sort l'EP Sell Out Young! des Nils en 1985, et un deuxième EP, Paisley, est publié par Siegfried Records en 1986. Les éloges critiques des deux EP attirent l'attention du label de hip-hop Profile Records, qui approche le groupe pour qu'il signe avec sa filiale, Rock Hotel Records. 

### Succès
En 1987, les Nils signent un contrat avec Rock Hotel Records, qui a récemment signé d'autres groupes punk comme D.O.A. et Cro-Mags. « Dans le contrat avec Rock Hotel, on était signés pour sept albums et deux bonus », explique Carlos Soria. « À l'époque, ça avait l'air d'être une super affaire. C'était presque une major, avec laquelle beaucoup de groupes commençaient à signer. » The Nils, le premier album studio du groupe, est enregistré aux Chung King Studios à Manhattan, et est produit par Chris Spedding, qui avait précédemment enregistré les Sex Pistols.
Malgré les critiques positives et le succès dans les charts, Rock Hotel Records n'a pas soutenu la sortie de l'album avec un budget significatif pour les vidéos musicales ou les tournées. « Au lieu de nous aider, tout a été un problème : de l'aide pour la tournée à l'argent pour une vidéo », déclare Carlos Soria. « Et pourtant, nous dominions les classements des universités américaines et les critiques étaient excellentes. Mais ce label a ruiné notre carrière. » John Kastner des Doughboys et des Asexuals a déploré que si les Nils avaient été originaires des États-Unis, ils « auraient probablement été aussi importants et influents que The Replacements l'ont été. »

### Séparation
Les Nils étaient à mi-chemin d'une tournée nord-américaine et écrivaient des morceaux pour leur deuxième album lorsque Rock Hotel a rencontré de sérieux problèmes financiers et a fermé ses portes en 1988. Alors qu'ils se trouvaient à Minneapolis, le groupe reçut brusquement l'avis que le reste de la tournée était annulé en raison de la faillite de Profile Records. Bien que le label soit en faillite, The Nils ne peut pas sortir de nouveaux morceaux sous son propre nom avant quatre ans ou signer avec un autre label. Sans ressources financières pour tourner et enregistrer, The Nils se sépare, Carlos Soria quittant Montréal pour la Californie et Alex Soria lançant un nouveau groupe, Los Patos and Chino. Avec The Nils en hiatus forcé, Alex commence à occuper des emplois subalternes et à donner des spectacles solos occasionnels dans la région de Montréal.

### Réunion
En 1992, libérés de leur contrat avec Profile Records, Alex et Carlos reformèrent The Nils, mais après avoir enregistré quelques démos et quelques concerts, le groupe s'arrête à nouveau en 1994. Pendant ce temps, Alex accepte une offre pour sortir une compilation rétrospective des Nils par Woody Whelan de Mag Wheel Records. L'album s'intitule Green Fields in Daylight. Alex Soria lance un nouveau groupe, Chino, avec Mark Donato (actuellement de The Nils). Ils sortent Mala Leche, une collection de titres inédits de Nils et de nouveaux morceaux, avant de se séparer en 2002. Après la disparition de Chino, Alex, Carlos et Mark relancent The Nils en 2003 et commencent à écrire de nouveaux morceaux. Le 13 décembre 2004, le groupe se sépare après le suicide d'Alex sur une voie ferrée près de chez lui.
En 2010, The Nils se reforment et Carlos prend la place de son frère au chant. « C'était difficile parce qu'Alex n'était pas là, mais en même temps c'était ma façon de garder Alex près de moi », déclare Carlos Soria. En 2015, The Nils publie Shadows and Ghosts, leur premier album en 25 ans. L'album est acclamé par la critique, bénéficie d'une importante diffusion à la radio et est suivi de concerts, notamment à l'Amnesia Rockfest. Pour commémorer le 30e anniversaire de The Nils, l'album est réédité en 2017 par Label Obscura.

## Discographie

### Albums studio
- 1987 : The Nils (Profile Records)
- 2009 : It Must Be Something (Real Big North Records)
- 2009 : The Title is the Secret Song (Real Big North Records)
- 2015 : Shadows and Ghosts
- 2017 : Brand New Waves Session (Artoffact Records)

### EP
- 1982 : Now!
- 1982 : Sell out Young (Psyche Industry Records)
- 1986 : Paysley (Siegfried Records)
- 2022 : Five Roses

### Compilation
- 1996 : Green Fields in Daylight (Mag Wheel Records)